# Treasure Co. Ltd
Treasure Co. Ltd (トレジャー) és una companyia japonesa desenvolupadora de videojocs, fundada el 19 de juny de 1992 per ex-treballadors de Konami.

## Jocs desenvolupats per Treasure
Els jocs marcats amb una '*' no van ser llançats en Nord Amèrica/Europa/Austràlia.
- Gunstar Heroes (1993, Sega, Sega Mega Drive/Sega Genesis; 1995, Sega, Sega Game Gear, Consola Virtual del Wii)
- McDonald's Treasure Land Adventure (1993, Sega, Mega Drive/Genesis)
- Dynamite Headdy (1994, Sega, Mega Drive/Genesis; 1994, Sega, Game Gear)
- Yu Yu Hakusho Makyo Toitsusen (幽☆遊☆白書 魔強統一戦) (1994, Sega, Mega Drive* )
- Alien Soldier (1995, Sega, Mega Drive)
- Light Crusader (1995, Sega, Mega Drive/Genesis)
- Guardian Heroes (1996, Sega, Sega Saturn)
- Mischief Makers (ゆけゆけ！トラブルメーカーズ yuke-yuke! Trouble Makers) (1997, Enix (JP)/Nintendo (US/EU), Nintendo 64)
- Silhouette Mirage (1997, ESP, Saturn* ; 1998, ESP (JP)/Working Designs (US), PlayStation)
- Radiant Silvergun (1998, autopublicat, Arcade* ; 1998, ESP, Saturn* )
- Rakugaki Showtime (1999, Enix, PlayStation* )
- Bangai-O/Bakuretsu Muteki Bangaioh (爆裂無敵バンガイオー) (1999, ESP, N64* ; 1999 (JP)/2000 (EU)/2001 (US), ESP (JP)/Swing! Games (EU)/Conspiracy Entertainment (US), Sega Dreamcast)
- GunBeat (Cancel·lat, editor desconegut, Arcade)
- Silpheed: The Lost Planet (2000 (JP)/2001 (US/EU), Capcom (JP)/Swing! Games and Conspiracy Entertainment (EU)/Working Designs (US), PlayStation 2)
- Sin and Punishment: Successor to the Earth (罪と罰～地球（ほし）の継承者～) (2000, Nintendo, Nintendo 64* )
- Stretch Panic (ひっぱリンダ hippa linda) (Freak Out) (2001, Conspiracy Entertainment (US)/Swing! Games (EU)/Kadokawa Shoten (JP), PlayStation 2)
- Ikaruga (斑鳩) (2001, autodistribuït, Arcade* ; 2002, ESP, Dreamcast* ; 2003, Atari, Nintendo GameCube; 2008, Xbox Live Arcade, Xbox 360)
- Tiny Toon Adventures: Buster's Bad Dream (2002, Swing! Games (EU), Game Boy Advance)
- Hajime no Ippo: The Fighting (Game Boy Advance)
- Tiny Toon Adventures: Defenders of the Looniverse (cancel·lat, distribuïdor desconegut, PlayStation 2)
- Wario World (2003, Nintendo, GameCube)
- Dragon Drive D-Masters Shot (2003, Bandai, GameCube* )
- Astro Boy: Omega Factor (2004, Sega, Game Boy Advance; desenvolupat en col·laboració amb el Sega Team, Hitmaker)
- Gradius V (2004, Konami, PlayStation 2)
- Advance Guardian Heroes (2004, Ubisoft, Game Boy Advance)
- Gunstar Super Heroes (Gunstar Future Heroes) (2005, Sega, Game Boy Advance)
- Bleach DS: Souten ni Kakeru Unmei (2006, Sega, Nintendo DS* )
- Bleach DS 2nd: Kokui Hirameku Chinkon Uta (2007, Sega, Nintendo DS* )
- Bangai-O Spirits (2008, ESP Software, Nintendo DS)
- Bleach: Versus Crusade (2008, Sega, Wii)
- Sin and Punishment: Sora no Kōkeisha (2009, Nintendo, Wii)